# Borgarmelur
Borgarmelur är en slätt i republiken Island.   Den ligger i regionen Norðurland eystra, i den nordöstra delen av landet, 300 km nordost om huvudstaden Reykjavík.